# Hewland
Hewland Engineering Ltd. ist ein britischer Hersteller von Getrieben für Rennfahrzeuge und wurde 1957 von Michael „Mike“ Hewland (1922–18. August 2012) gegründet. Hewland war der erste Anbieter für speziell nach Kundenwunsch gefertigte Renngetriebe. 
Das erste Renngetriebe, das „Hewland Mk1“, war ein für die Formel-Junior-Fahrzeuge von Lola angepasstes Getriebe aus dem VW Käfer; 12 Mk1-Getriebe entstanden 1960 bis 1961. Binnen einiger Jahre benutzte Hewland nur noch die Gehäuse von VW und fertigte Zahnradsätze und Getriebedeckel selbst. Diese Produkte waren in der Formel Junior und der Formel 3 weit verbreitet. 

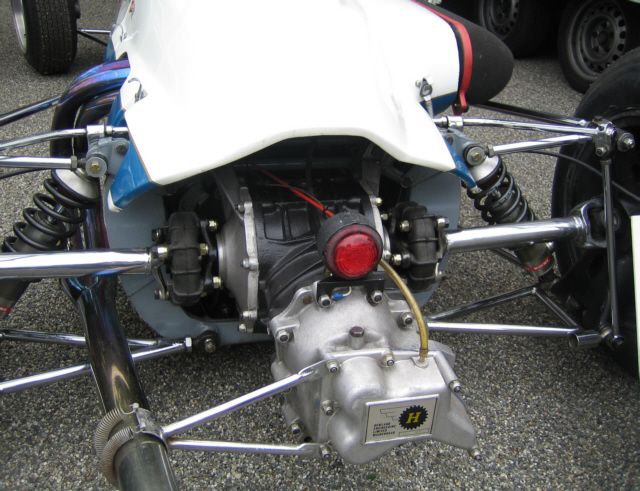
Das Hewland Mk.IV eines Lotus 32-Rennwagen von 1964

Das erste von Hewland selbst konstruierte Getriebe war 1963 das HD4, wobei HD für Hewland Design steht. Durch Weglassen der Synchronisierung des Käfergetriebes blieb Platz für einen fünften Vorwärtsgang. Die Zahnräder standen in ständigem Eingriff, waren gerade verzahnt und mit Klauenkupplungen versehen. Die Fahrer kamen schnell mit den Schaltstößen zurecht, weil die rotierenden Massen gering waren. Außer dem fünften Gang und der engen Stufung hatten die Getriebe den Vorteil, dass Übersetzungsverhältnisse schnell vor einem Rennen an die Strecke angepasst werden konnten. Diese Getriebe wurden in vielen US-amerikanischen und britischen Rennwagen verwendet. Michael Hewlett nannte 500 Stück pro Jahr und schätzte die Gesamtstückzahl auf 10.000.
Auch der Lola T70 mit V8-Motoren hatte in der ersten Version ein Hewland-Getriebe (1965). 1974 wurde das FG400 in der Formel 1, unter anderem von Lotus, eingesetzt.
Weiter lieferte Hewland Fünf-Gang-Getriebe für die Formel E (2016).
2020 kommt das sequentielle Sechs-Gang-Getriebe des Supersportwagens Apollo IE von Hewland.
2021 übernahm das indische Unternehmen Hero Motors Corporation Hewland; Hero Motors hat ein Joint Venture mit ZF. Zur Hero Motors Corporation gehört unter anderem Hero Cycles, ein großer Fahrradhersteller, der 19.000 Fahrräder am Tag fertigt.